# Evakuacija bolnice u Pakracu
Evakuacija bolnice u Pakracu jedna je od najhumanijih akcija Domovinskog rata. Naime, 29. rujna 1991. branitelji Pakraca i Prekopakre i dio djelatnika pakračke bolnice uspjeli su iz bolnice evakuirati tristotinjak bolesnika, od kojih je 260 psihijatrijskih, i tako ih spasili od sigurne smrti.

## Bolnica u ratu
Pakračka bolnica napadnuta je 19. kolovoza 1991., već prvog dana oružane agresije na Pakrac, a iz bolnice je otet njezin ravnatelj, dr. Vladimir Solar. Uspješnom akcijom policije bolnica je oslobođena i četnici su iz nje istjerani odmah sutradan. Međutim, nastavljaju se napadi na bolnicu iz svih vrsta naoružanja, pa čak i protuzrakoplovnim strojnicama. Pobunjenici nisu poštivali znak Crvenog križa niti norme humanitarnog prava, već su pucali na sve što se kreće oko bolnice i u bolnici, iako je u njoj na liječenju bilo i nekoliko njihovih ranjenika. Četničkim snajperistima su posebno na meti bila sanitetska vozila i nova zgrada u kompleksu bolnice. Kako bi zaštitili bolesnike, djelatnici bolnice su ih sklanjali iz prostorija koje gledaju na neprijateljske položaje. Stanje u bolnici je iz dana u dan sve teže, a najveći je problem bio nedostatak vode. U više navrata su iz bolnice pomoću medija apelirali da se po njoj ne puca, a i telefonski se pregovaralo s pobunjenicima koji nisu reagirali na apele. Zbog svega toga je tadašnji pomoćnik povjerenika Vlade Republike Hrvatske za zdravstvo i socijalnu skrb za Pakrac, Đorđe Gunjević, odlučio 13. rujna prihvatiti poziv četnika na izravne pregovore. Nakon što je došao na jugoistočni dio grada zvan Gavrinica, kako je dogovoreno, otet je i odveden na Bučje uz stalne prijetnje ubojstvom od lokalnih "rezervista". Tamo je razgovarao s aktivnim oficirom JNA koji se nije htio predstaviti i zatražio da se oslobode zarobljeni zdravstveni radnici, a posebno dr. Ivan Šreter, dr. Vladimir Solar i dr. Marko Ostojić. Zatražio je i da se prestane pucati po bolnici te da se u gradski vodovod pusti voda. Pobunjenici su pitali zašto su dva kata bolnice ispražnjena, što dokazuje da su u bolnici imali svoje doušnike, te zatražili da se branitelji koji osiguravaju bolnicu povuku iz nje. Posebno je ironično bilo što su pitali kada vlast misli uspostaviti normalan život u gradu, iako su baš oni bili glavna prepreka normalizaciji. Nakon toga su u istom stilu zatražili "da se prestane hapsiti ljude po gradu" i kao vrhunac svega, "da se na zgradu općine i sjedišta SDS-a istaknu srpske zastave". Zaprijetili su da će srušiti dalekovod "ako se ne prestane s povremenim isključivanjem struje". Nakon takvih "pregovora" Gunjević je odvezen na Gavrinicu i jedva je izvukao živu glavu kada su "hrabri pregovarači" pucali po njegovom vozilu kada je odlazio. Telefonski pregovori su pokušavani i kasnije, ali su četnici samo još više pucali po bolnici.
Najteži dani za bolnicu i za ostatak grada počeli su 24. rujna s dolaskom Banjalučkog korpusa na naše područje. Oko 11.30 počeo je izuzetno žestok, divljački napad iz svih vrsta naoružanja. U bolnici je tada bilo 338 bolesnika te stotinjak zdravstvenih radnika i članova njihovih obitelji koji su bili prisiljeni spas potražiti u skloništima. Posebno je gađana i teško oštećena nova zgrada bolnice gdje je jedan bolesnik poginuo na odjelu hemodijalize, a nekoliko je bolesnika i zdravstvenih radnika ranjeno. Zbog toga i zbog potpune nemogćnosti za daljnji rad, odlučeno je da se izvrši evakuacija nove zgrade koja je provedena drugog dana u ranim jutarnjim satima. Tada su u Kutinu i Lipik evakuirani bolesnici i osoblje s kirurgije, internog, porodiljnog i dječjeg odjela. Od 26. rujna svi su bolesnici i osoblje bili u nemogućim uvjetima u zgradi psihijatrije. Hrane je bilo vrlo malo i to uglavnom suhe. Kuhalo se na vati natopljenoj alkoholom. Stanje je bilo gotovo beznadno, kako je to slikovito opisala tadašnja glavna sestra psihijatrije, Katica Bergman: "Spasio nas je dragi Bog, molitve i nada te Marija Terezija koja je dala sagraditi tako debele zidove." Istog dana propao je pokušaj Međunarodnog Crvenog križa čiji je konvoj koji je trebao izvršiti evakuaciju, napadnut i zaustavljen kod Dobrovca. Odlučeno je da se evakuacija izvrši u vlastitoj organizaciji i Gunjević je već 28. rujna u 18,00 primljen kod tadašnjeg ministra zdravstva, dr. Andrije Hebranga, koji ju je odobrio i obećao svu logističku pomoć.

## Plan evakuacije
Kompletan plan ove izvanredne akcije smišljen je i uobličen u sobi broj 217 kutinskog hotela tijekom noći s 28. na 29. rujna kada je "mozak akcije" Gunjević, okupio Dragu Jednakovića, Dragu Martera, Stjepana Sencija i Zlatka Kruckog, takozvani Leteći odred, izložio im detaljan plan te napisao naloge i upute v.d. ravnatelju psihijatrije, dr. Nikoli Zeliću, policiji i vojnim strukturama koju se akciju trebala provesti i izvršiti osiguranje. U rano jutro 29. rujna "Leteći odred" s nalozima odlazi u Pakrac, a ministar Hebrang potvrđuje da je sve koordinirano s vojskom i policijom. Kutinski Čazmatrans osigurava šest autobusa za prijevoz, a jedini vozač koji zna kamo će se ići je Berto Satolo. On je vozačima kojima najviše vjeruje, Tomi Lujanoviću, Viktoru Bosaku, Vladi Roksandiću, Saši Vugrinu i Ivicu Đurkanu, naložio da dobro pregledaju i pripreme svoje autobuse. Oko 11,00 zbog tajnosti su se u većim razmacima kretali prema tvornici Modea u Garešnici i na tvorničkom parkiralištu su se okupili i čekali znak polaska. Ovo mjesto je odabrano radi zaštite tajnosti akcije jer na tom parkiralištu uvijek stoji više autobusa. Akcija je skoro propala kada je u ranim poslijepodnevnim satima dr. Ivica Kostecki, tadašnji ravnatelj Doma zdravlja Kutina i jedan od organizatora akcije, javio Gunjeviću da je ministar Hebrang naložio da se akcija obustavi i da mu se Gunjević javi iz Daruvara u 16,00. Nakon neuspješnog pokušaja kontakta, Gunjević je odlučio nastaviti akciju na vlastiti rizik i autobusi su krenuli prema Pakracu. Prvo se išlo prema Daruvaru, opet da bi se sačuvala tajnost. Kolona je vozila preko Dežanovca, Trojeglave, Kapetanovog Polja i Ploština do Donje Obriježi gdje ju je dočekao tadašnji zapovjednik obrane Pakraca, Stjepan Širac. Od tamo do Matkovca vozilo se s ugašenim svjetlima, a nakon okupljanja u Matkovcu, odlučeno je da se ipak autobusima pokuša sići do Ulice Matije Gupca, a ne, kako je prvotno planirano, samo do trgovine na vrhu ulice Pihirov sokak. Prvi autobus kojega je vozio Satolo krenuo je u grad ispitati teren, a vodič mu je bio Marko Matijašević jer je cesta djelomično bila zakrčena olupinama uništenih automobila i traktora, a on je znao na kojim mjestima. Kroz ulicu Rehakov sokak spuštao se u grad i Satolo je odlučio natrag u Matkovac ići Ulicom kneza Domagoja jer je kod autobusnog kolodvora gorio plin i previše osvjetljavao put. 

## Evakuacija
Za to vrijeme su izvrsno organizirani branitelji iz Prekopakre i Pakraca, zajedno s medicinskim osobljem bolnice, sve pripremili za evakuaciju. Od cigala, gredica i dasaka improviziran je prijelaz preko Pakre iza zgrade psihijatrije jer je zaključeno da bi prijelaz preko željeznog mostića bio prerizičan. Čim je autobus stigao, počeo je ukrcaj bolesnika. Branitelji su bolesnike prihvaćali i sistemom štafete prebacivali preko Pakre do autobusa. Najteže je bilo onima u koritu rijeke jer su moralo gaziti po vodi dok su bolesnike vodili preko improviziranog mosta. pri prijelazu su, pored branitelja i medicinskog osoblja, pomagali i neki lakši bolesnici. Prva tri autobusa išla su u grad pojedinačno, a nakon toga su preostala tri krenula zajedno. U njih su ukrcani najteži, polupokretni i nepokretni bolesnici koje su prenosili, a u to vrijeme četnici su počeli s minobacačkim napadom. Dio bolesnika nije htio ići pa su ih branitelji morali nagovarati, što je u nekim slučajevima bilo i smiješno. Govorili su im: "Ideš kući, ideš u Zagreb, ideš u Kukunjevac!" i tako ih smirivali. Mnogo je pomoglo i to što su djelatnici psihijatrije pacijente dobro pripremili za put, posebno ako se zna da je barem polovica njih bila potencijalno opasna za okolinu. Koliko je akcija prebacivanja preko Pakre i ukrcavanja bila izvanredno dobro organizirana, govori i to što je provedena za samo dva sata i petnaest minuta. Iz bolnice su zadnji izašli Nikola Zelić i Katica Bergman, a vrata su simbolično ostavili otvorena jer su bili sigurni da će se vratiti. 

## Također pogledajte
- Bitka za Pakrac
- Napad na Pakrac
- Pokolj u Kusonjama 8. rujna 1991.
- Bitka za Batinjane
- Operacija Orada
- Operacija Alfa
- Stjepan Širac
- Ibrahim Abushaala – "Gadafi"
- Marijan Kulhavi – Foka

## Vanjske poveznice
- YouTube: Napad na pakračku bolnicu 1991.
- Dokumentarni film o evakuaciji bolnice Pakrac 1991.